# Kadłubia (gmina)
Kadłubia (alt. Złota Struga, z niem. Goldbach) – dawna gmina wiejska istniejąca w latach 1945–1954 w woj. wrocławskim i woj. zielonogórskim (dzisiejsze woj. lubuskie). Siedzibą władz gminy była Kadłubia.
Gmina Kadłubia powstała po II wojnie światowej na terenie tzw. Ziem Odzyskanych (tzw. II okręg administracyjny – Dolny Śląsk) z obszarów zniesionych efemerycznych gmin: Benawa (Bieniów), Kunice i Lubanice. Należała do powiatu żarskiego w  województwie wrocławskim. 6 lipca 1950 gmina wraz z całym powiatem żarskim weszła w skład nowo utworzonego woj. zielonogórskiego.
Według stanu z 1 lipca 1952 gmina składała się z 15 gromad: Bieniów, Drożków, Górka, Grabik, Kadłubia, Kunice Żarskie, Lubanice, Lubomyśl, Łukawy, Marszów, Olszynice, Siodło, Surowa, Świbna i Złotnik. Gmina została zniesiona 29 września 1954 wraz z reformą wprowadzającą gromady w miejsce gmin. Jednostki nie przywrócono 1 stycznia 1973 wraz z kolejną reformą reaktywującą gminy.